# 京丹波町立蒲生野中学校
京丹波町立蒲生野中学校（きょうたんばちょうりつ こものちゅうがっこう）は、京都府船井郡京丹波町にある公立中学校。

## 沿革
京丹波町立蒲生野中学校は、略称として「蒲生中」と言われる事が多い。
- 1947年5月3日 - 船井郡須知町・竹野村・高原村・質美村四ケ町村組合立蒲生野中学校設立
- 1951年4月 - 町村合併（質美村が他3村と合併して瑞穂村成立、竹野村を須知町に編入）により、質美村出身生徒を瑞穂村立桧山中学校へ引き継ぎ、船井郡須知町、高原村組合立中学校へ改称
- 1952年6月 - 新校舎（旧西部高等小学校・船井郡立実業学校跡の現在地）着工
- 1953年8月 - 第1期工事（教室棟4棟）が竣工
- 1954年7月 - 第2期工事（体育館兼講堂）竣工
- 1955年4月1日 - 町村合併（須知町、高原村が合併して丹波町成立）により、丹波町立蒲生野中学校へ改称
- 1957年10月 - 第3期工事（本館）竣工
- 1975年8月 - プール竣工
- 1983年 - 全面改築（鉄筋校舎化）完成
- 2005年10月1日 - 3町の合併により、京丹波町立蒲生野中学校へ改称
- 2017年 - トイレ改修・エアコン設置

## 通学区域
旧丹波町区域
現京丹波町区域
以下の小学校区域を通学区域とする。
- 京丹波町立丹波ひかり小学校(全域)
- 京丹波町立竹野小学校(全域)
- 京丹波町立下山小学校(全域)

## 学校の周辺
- 国道9号
- 京丹波町役場
- 南丹警察署 須知交番
- 京都府立丹波自然運動公園
- レストランたんばや
- 株式会社コメリ
- FamilyMart
- ローソン
- 道の駅 京丹波マーケス

## 交通アクセス
- 電車：JR西日本 山陰本線 下山駅下車
- 町営バス：バス停「京丹波町役場前」下車

## 通学区域が隣接している学校
- 京丹波町立瑞穂中学校
- 京丹波町立和知中学校
- 南丹市立殿田中学校
- 南丹市立園部中学校
- （兵庫県）丹波篠山市立篠山東中学校